# 小野千春
小野 千春（おの ちはる、1951年〈昭和26年〉3月3日 - 1999年〈平成11年〉）は、日本の元女優。東京都杉並区出身。
妹は『仮面ライダーV3』の珠純子役で知られる元女優・歌手の小野ひずる。

## 概要
1969年、国立音楽大学附属高等学校在学中にニッポン放送の座談会番組『ザ・パンチジャーナル』に出演。饒舌でよく目立つところがディレクターの目に止まり、スカウトされた。同年4月スタートのTBSテレビのドラマ『あいつの季節』でデビュー。
同年4月、国立音楽大学声楽科に入学するが、在学中は芸能活動を禁じられていたため、ほどなく中退する。
1970年には当時同じ芸能事務所所属だった前田武彦がいたため『笑点』の「前武の何でも入門」のアシスタントに起用され、その後大喜利コーナーで女性初の座布団運びを務めることになった。笑点での愛称は「チー坊」。
1972年7月に自動車中古販売店経営する作詞家西沢爽の子息と結婚する。当時、事務所との契約がまだ残っており一悶着あったが、妹のひずるが高校卒業後に代わりとしてデビューすることで決着がついた。その後しばらくして引退。
翌年の1973年10月には女児を出産。
妹・ひずるが「ヒロインステーション 2007 Vol.01」（大洋書房）のインタビューで「姉は48歳の若さで亡くなっている」と語っており、彼女の孫はひずるが「預かっている」とのことであるが死因、具体的な時期については語られていない。

## 出演作品

### ドラマ
- あいつの季節（1969年・TBS / 日活）- 大石冬子
- 女殺し屋 花笠お竜（1970年・12ch / 国際放映）第24話「女が命を燃やすとき」
- 貴女もやせられます（1970年・CX）
- おれは男だ!（1971年・NTV / 松竹） - 生徒会長・小野夏子 ※ 第23話まで出演
- 冠婚葬祭屋（1972年・NET / 東映） - 節子
- 刑事くん 第1部（1972年・TBS / 東映）第21話「おれのオヤジは」
- だから大好き!（1972年・NTV / 国際放映・ユニオン映画）第13話「富士山・サクラ…!?」 - 芸者・民子
- 恐怖劇場アンバランス（1973年・CX / 円谷プロ）第4話「仮面の墓場」 - 西野ツル
- ご存じ金さん捕物帳（1974年・NET / 東映）第3話「あらくれ一代」
- 大江戸捜査網（1974年・12ch / 三船プロダクション）第167話「必死の金庫破り」 - おけい
- 非情のライセンス 第2シリーズ（1975年・NET / 東映）第14話「兇悪のロマン」 - 女性記者・池上実子

### 映画
- あまから物語 おんなの朝（1971年・松竹）女子店員
- 海兵四号生徒（1971年・大映）園部時子
- 喜劇 女子高生 華やかな挑戦（1975年・松竹）石井道代

### バラエティ
- 笑点（1970年-1971年・NTV）コーナーアシスタント・座布団運び